# ルーカス・クリュンター
ルーカス・クリュンター（Lukas Klünter 、1996年5月26日 - ）は、ドイツ・オイスキルヒェン出身のプロサッカー選手。アルミニア・ビーレフェルト所属。ポジションはMF。

## 経歴

### クラブ
ボナーSCの下部組織で育成され、2015年に1.FCケルンのリザーブチームに移籍。2016–17シーズンよりトップチームに昇格した。2017年5月のバイエル・レバークーゼン戦でプロ初ゴールをマーク。
2017-18シーズン終了後、ケルンの2部降格に伴い、ヘルタ・ベルリンに移籍した。
2022年8月5日、アルミニア・ビーレフェルトに移籍した。

### 代表
年代別のドイツ代表歴がある。

## 所属クラブ
ユース
- ボナーSC 2013-2014

プロ
- 1.FCケルンII 2015-2016
- 1.FCケルン 2016-2018
- ヘルタ・ベルリン 2018-2022
- アルミニア・ビーレフェルト 2022-

## 代表歴
- U-19ドイツ代表
  - UEFA U-19欧州選手権2015
- U-20ドイツ代表
- U-21ドイツ代表
  - UEFA U-21欧州選手権2017